# Mite dels orígens troians
El mite dels orígens troians és un mite fundacional pel qual diverses ciutats, pobles i dinasties van reivindicar els seus orígens troians (potser com a resultat de la circulació de l’Eneida), amb l’objectiu de legitimar i essencialitzar la seva identitat i els seus orígens antics i nobles.

## El mite fundacional comú en moltes regions de l'Europa Occidental
Els romans de l’antiguitat, i després els belgues, els francesos i els bretons (des de l'Alta edat mitjana fins al Renaixement), van considerar que alguns dels supervivents de l’antiga Troia van ser els seus avantpassats directes.

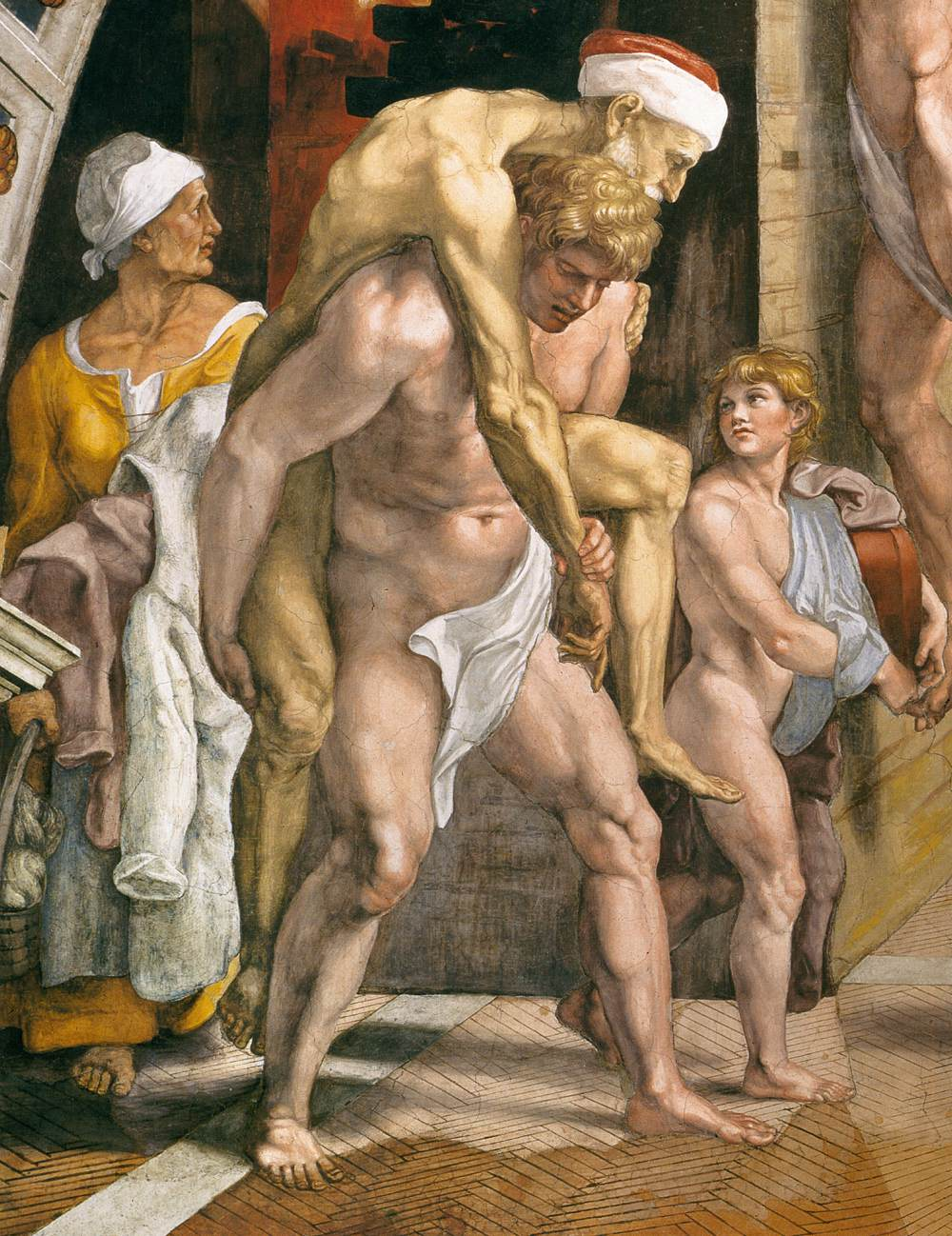
Enees fugint de Troia amb Anquises i Ascani, de Rafael
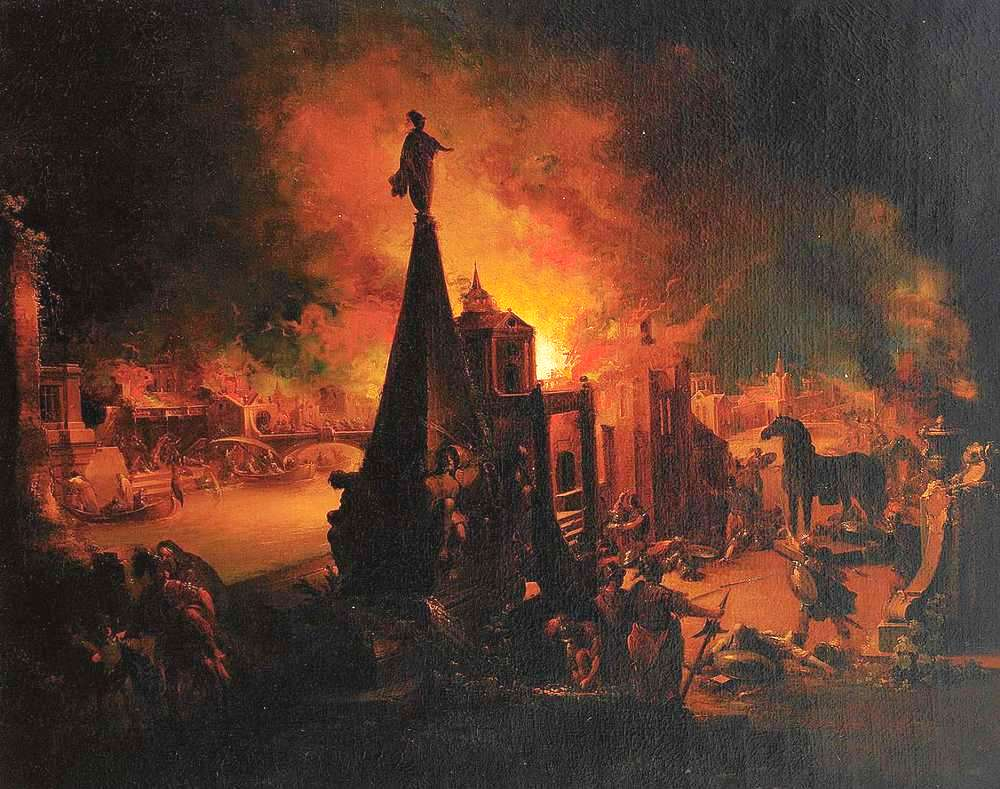
Troia en flames, de Johann Georg Trautmann (1713-1769)

La llegenda de l’origen troià dels francs i la de la Gàl·lia belga van ser molt conegudes a l'edat mitjana. Van ser molt populars a França i a Hainaut des del segle vi fins al segle xi, en particular amb l'epítom de Fredegari i els seus fragments, la crònica de Hunibaud, Fréculf de Lisieux, i sobretot Jacques de Guyse. És possible que entre el començament de l'era cristiana (on ja s'esmenta) i el segle ix també fos popular, però hi ha una manca de registres escrits per a aquest període. Altres pobles europeus diferents dels belgues i francs, en particular els celtes, també van reivindicar un vincle amb la ciutat del rei Príam.

### L'esquema de les llegendes
L'estructura de la llegenda sempre segueix, més o menys, el mateix esquema:
- El «mite» incorpora la història d'un viatge dels supervivents de la guerra de Troia. Aquest viatge està més o menys descrit, i és més o menys difícil i llarg segons els casos; es fa per mar i sembla correspondre a la recerca d’un nou territori on establir-se.
- La història implica sempre un «heroi fundador», més o menys epònim.
- La història fundacional introdueix gradualment les particularitats dels pobles i les regions afectades, i revela la forma en què els pobles percebien la seva pròpia identitat.
- La història sembla que en tots els casos dona lloc a usos sociopolítics a posteriori (legitimació del poder per descendència, manteniment del sentiment d’orgull, pertinença o unitat).

### Anàlisi del conjunt de les llegendes i les seves funcions
Des de l'Antiguitat, com per exemple Sidoni Apol·linar, molts historiadors, escriptors, cronistes, religiosos o poetes han abordat aquest tema en les seves obres; de Virgili a Jofre de Monmouth i Pierre de Ronsard, passant per Lucius deTongres, Jacques de Guyse o Fredegari.
Entre els segles xviii i xix, la relativa constància, persistència i uniformitat d’aquesta antiga tradició i la seva antiga presentació com a fet molt real, encara van intrigar certs historiadors, com M. de Fortia qui es preguntava si podia amagar un fons de veritat i quina.
Al segle xix, alguns autors semblen veure amb la contribució d'aquests troians «el final de la primera raça» i d'altres (numismàtics especialitzats en l'època medieval, per exemple) diran que durant l'era merovingia va aparèixer una «segona raça», amb la introducció d’una nova forma de civilització entre els pobles salvatges i bàrbars.
Més recentment, aquestes llegendes han estat citades i reestudiades per historiadors com Colette Beaune, Bernard Guénée i Jacques Poucet.

## La llegenda de l'origen troià dels pobles del nord d'Àfrica
En el capítol dedicat a Líbia, Heròdot escriu a les seves Històries (llibre IV, 191): «A l’oest del riu Tritó, els llauradors libis viuen junt amb els auseans; tenen cases i ells s'anomenen maxyes. Ells […] diuen que són descendents dels troians».
J. Bérard assenyala que «una tradició ja coneguda per Píndar al segle v aC era que els doris que van arribar a colonitzar Cirenaica al segle vii aC havien estat acollits a Cirene pels Antenòrides, descendents de troians que van deixar Ílion després de ser saquejada i van arribar a la costa líbia en companyia d'Hèlena. […] Diodor de Sicília relata una tradició, també coneguda per Estrabó, segons la qual una ciutat de Troia havia estat fundada a Egipte pels captius troians que havien estat portats allà per Menelau i que s'hi van revoltar».

## La llegenda de l'origen troià dels romans

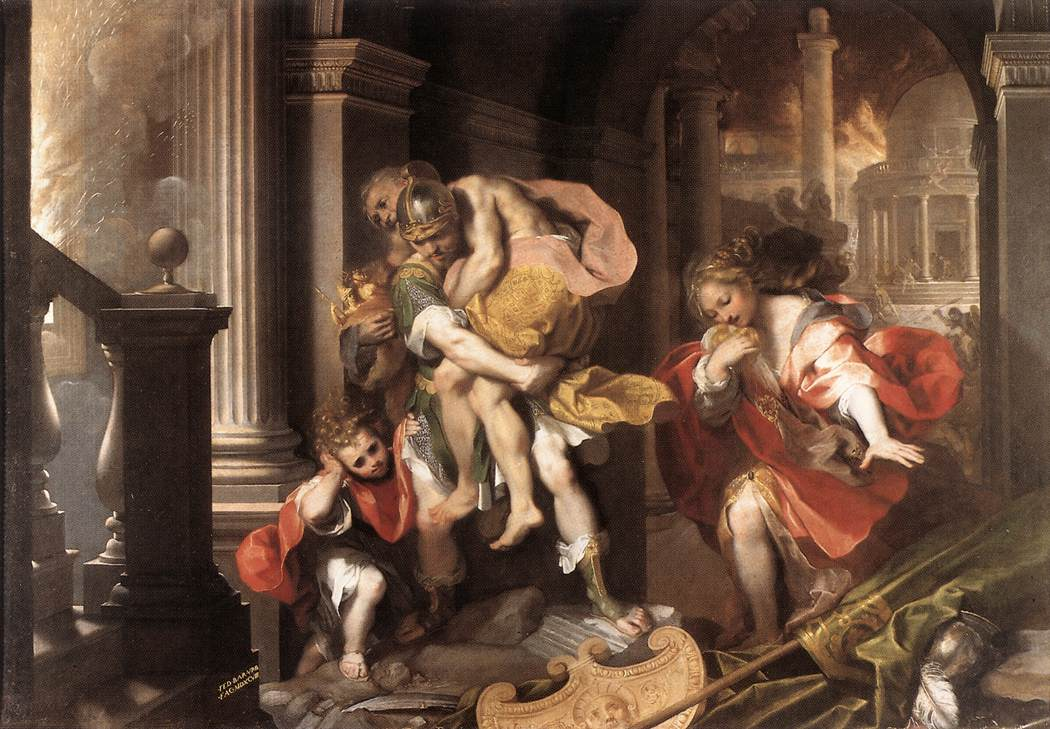
La fuga d'Enees de Troia, de Federico Barocci, 1598. Galeria Borghese, Roma

La llegenda d'Eneas va estar present molt aviat al centre d'Itàlia. Sembla que el punt focal de la difusió de la llegenda d’Eneas al Laci va ser Etrúria.
Com s'explica a l'Eneida, Enees, fill de la deessa Venus, va fugir de Troia amb el seu pare Anquises i el seu fill Ascani. El viatge que fa Enees abans d'arribar a les costes del Latium vetus (antic Laci) és llarg i perillós. Finalment, Enees va desembarcar a Laci, a la costa del Laurèntum, on va ser acollit pel rei Latinus. També es diu que un cop van conèixer la filla del rei, Lavínia, els dos joves es van enamorar bojament. Un cop casat, Enees va decidir fundar una ciutat, donant-li el nom de Lavínium (actual Pratica di Mare), en honor de la seva esposa.
Trenta anys després de la fundació de Lavínium, el fill d’Enees, Ascani, va fundar una nova ciutat: Alba Longa, sobre la qual van regnar els seus descendents durant nombroses generacions (des del segle xii fins al viii aC) tal com ens explica Titus Livi. Molt temps després, el fill i hereu legítim del rei Proca d'Alba Longa, Numítor, és expulsat pel seu germà Amulius, qui obliga a la seva neboda Rea Sílvia, filla de Numitor, a convertir-se en vestal i després fer un vot de castedat per evitar que generi un possible pretendent al tron. Però el déu Mart, s’enamora d'ella i la converteix en la mare del bessons Ròmul i Rem, els fundadors de la ciutat de Roma.
No obstant això, a Roma, Enees no va ser considerat durant molt de temps com l'ancestre fundador. De fet, mai va rebre culte a Roma.

## La llegenda de l'origen troià dels elimis

Els elimis eren un poble de l'extrem occidental de Sicília, natius de l'illa però diferents dels sículs i sicans

Els elimis va ser un poble de l'antiguitat, establert a l'oest de Sicília. Els seus orígens no es coneixen, però segons una tradició molt antiga (adoptada per Tucídides), els elimis serien troians que van abandonar les costes de l'Àsia Menor després de la destrucció del palau de Príam, que s'haurien unit als habitants de Focea. Aquesta tesi sobre l’origen troià dels elimis va tenir un gran ressò a l'Antiguitat. Els romans, després d'haver conquerit Sicília, van concedir «immunitas» (una exempció d'impostos) als habitants de la ciutat de Segesta en record del seu origen troià.
Segons la tradició, són descendents d'Èlim, un fill bastard d'Anquises. Per evitar ser capturats pels aqueus, un grup d’aquests troians va aconseguir escapar i, després d’un viatge pel Mediterrani, es van establir a Sicília, a la vora dels sicans.
Abans de Tucídides, el logògraf Hel·lànic de Mitilene (480-395), esmenta els elimis com un poble itàlic que hauria desembarcat a Sicília uns anys abans que els sículs, tesi a tenir en compte en el marc dels descobriments arqueològics fets a Segesta.

## La llegenda de l'origen troià dels baleàrics

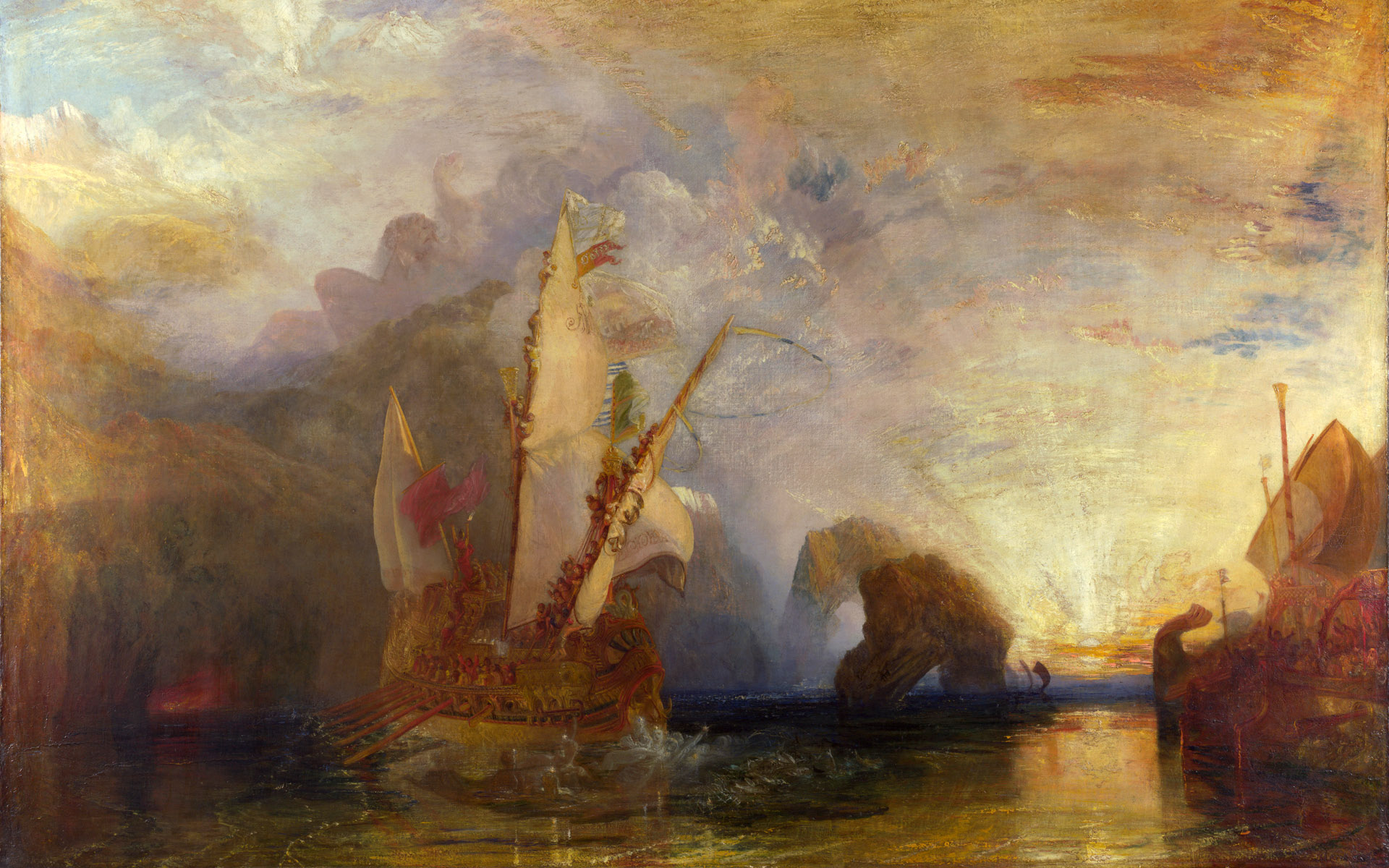
Ulisses burlant Polifem, de J.M.W. Turner

Els primers mites que relacionen l'origen dels baleàrics amb la Guerra de Troia daten del segle iii aC, i provenen de l'historiador Timeu i del poeta Licòfron. Aquesta tradició fa descendir els habitants de les Gimnèsies dels beocis, que, en el seu retorn a casa, naufragaren i arribaren a les Balears, on s'haurien establert. Posteriorment, un mite semblant documentat per primera vegada al segle i aC relaciona els baleàrics amb els descendents de Tlepòlem, fill d'Hèrcules i també cabdill a la Guerra de Troia, i els seus companys de Rodes. Finalment, la troballa d'un papir d'Oxirrinc revelà una tercera tradició, que enllaçava l'origen dels baleàrics amb uns companys d'Ulisses que havien naufragat. Aquesta narració pretén també explicar el nom de les Gimnèsies, que generalment es feia derivar del grec gymnetes 'soldat d'infanteria lleugera'.

## La llegenda de l'origen troià dels gals
Des de l'Antiguitat, els hedus i els arverns van afirmar ser «germans de sang» dels romans. Atès que aquests darrers afirmaven ser descendent d'Enees, això va contribuir als mites dels orígens troians dels pobles celtes.
Aquest rerefons llegendari es troba a la Gàl·lia, amb els grecs que haurien donat el nom de París a Lutècia en homenatge al mític heroi Paris, o amb grecs troians que segons autors antics, assumits pels cronistes medievals, creuen que després d’una gran fam, els cretencs es van exiliar de la ciutat cretenca de Viannos i van fundar la nova ciutat de Vienna (l'actual Viena del Delfinat).
El cronista medieval Jacques de Guyse va afirmar que aquests cretencs haurien arribat a la Gàl·lia després de la tornada d'Idomeneu de Tròia, cosa que evoca una altra llegenda fundacional; la de Belgis, la mítica capital de la Gàl·lia belga, que hauria estat creada per Bavo, príncep troià de la família de Príam, exiliat voluntàriament a la Gàl·lia després de la caiguda de Troia.

## La llegenda de l'origen troià dels francs

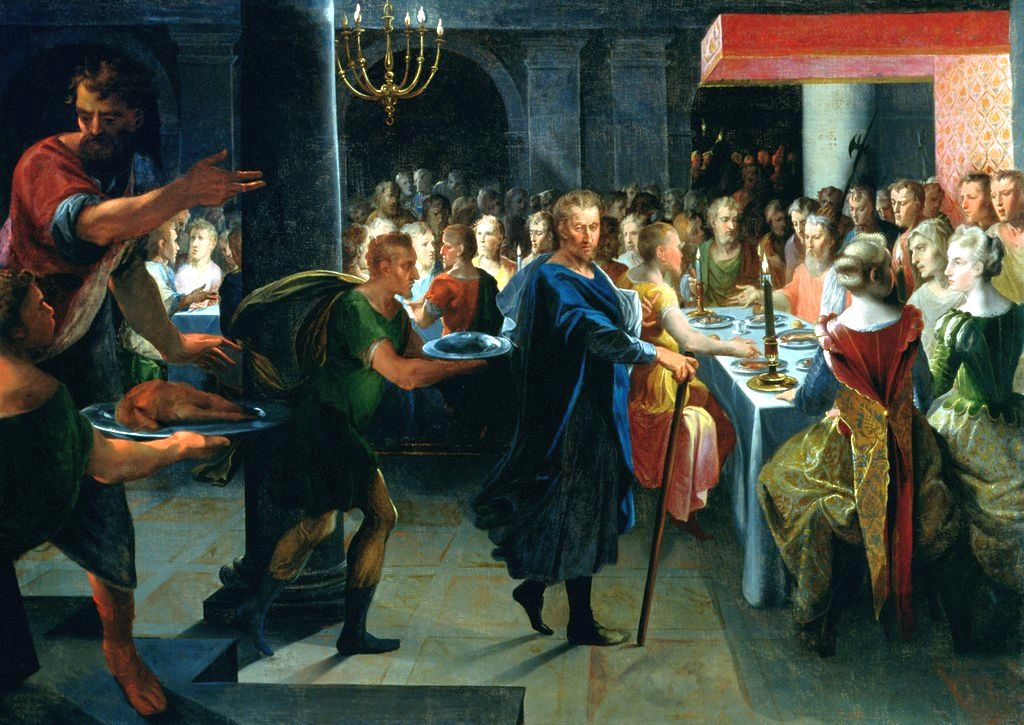
Dike oferint un banquet a Franció, en presència de Hiantes i Clímene, de Toussaint Dubreuil, entre 1572 i 1602). Museu del Louvre

Des de l'alta edat mitjana, hi ha diverses versions que relaten la llegenda de l'origen troià dels francs. Creada segons el model de l'antiga llegenda de la fundació de Roma pels exiliats troians d'Enees, la llegenda franca prové de dos textos datats del període merovingi:
- Cap al 660, la Historia Francorum (Història dels francs) de Fredegari va introduir Franció, fill de Friga, germà d’Enees, qui va fundar amb els seus companys un poderós regne entre el Rin i el Danubi. Va vèncer als alans i obté el nom de «franc» o «ferotge».
- El 727, per al Liber Historiae Francorum o Gesta Regnum Francorum, la migració té lloc al voltant d'Antènor i del jove Príam. Aquest darrer va fundar Sicàmbria,[Nota 3] al Danubi (a la Pannònia), i va derrotar els alans, obtenint així una exempció de tributs durant deu anys de l'emperador romà Valentinià.

L'Eneida era ben coneguda pels estudiosos del segle vii. És possible que s’hi inspiressin per construir el mite de l’origen troià dels francs. Implicar que els francs i els romans tenien el mateix origen llunyà atorgaria als primers una ascendència i una legitimitat dignes dels segons. La majoria dels textos de l’època dels carolingis i després dels Capet no afegeixen res de nou a aquestes dues versions. De vegades, aquestes dues versions originals es combinen en una, el marc general del qual Colette Beaune estableix la trama general en la seva obra Naissance de la nation France (Naixement de la nació França).
El príncep troià Franció i els seus companys deixen Troia en flames i van trobar la ciutat de Sicàmbria. Els seus descendents van romandre allí durant segles i, a petició de l'emperador Valentinià, qui els perdona deu anys de tribut, van exterminar els alans refugiats a la Llacuna Meòtida. Deu anys després, negant-se a reprendre els pagaments dels tributs, es van retirar a Alemanya. Establerts al Rin, van entrar a la Gàl·lia amb el líder franc Marcomir al segle iv.
Un element important s’afegeix amb Pierre Rigord. Part dels troians abandonen Sicàmbria molt abans de l'episodi dels alans sota la direcció del duc Ybor. Aquests darrers es van establir a la Gàl·lia i van fundar Lutècia i les grans ciutats gal·les al segle ix.
L'addició d’aquest episodi té l’interès de donar als gals i als francs els mateixos avantpassats troians. Els francesos de l'edat mitjana provenien, doncs, d’una mateixa gent i no d’una barreja perquè els francs i els gals són de la mateixa sang. En el text de les Grans Cròniques de França, es diu que quan Marcomir, fill de Príam d’Àustria, procedent de la línia de Príam de Troia, va arribar a la Gàl·lia amb els seus companys, és a dir els francs, van formar un únic poble amb els descendents de Ybor i els seus homes, és a dir els gals.
Cal assenyalar sobre aquest tema que els mites de l'origen troià dels gals i dels francs es van oposar entre ells per un moment a França. Els dos mites es van reconciliar un cop es va afirmar que els gals, com els francs, eren d'origen troià.
A l'edat mitjana, especialment en els darrers segles, els orígens troians de la nació i la dinastia francesa són recordats per escriptors i historiadors. Tota la història nacional de França comença amb el relat de les migracions dels prínceps troians. Els reis, els nobles i les grans ciutats ansioses d’arrelar-se en un passat prestigiós presenten aquesta ascendència gloriosa. Nicolas Fréret va ser empresonat a La Bastilla perquè afirmava que els francs eren un poble germànic.

## La llegenda de l'origen troià dels belgues
Atès que els belgues de l'alta edat mitjana eren descendents dels francs i dels gals, es podia considerar que les llegendes de l’origen troià dels belgues formaven un subconjunt de la llegenda de l’origen troià dels francs i dels gals. Sembla que estava més desenvolupat a la Gàl·lia Belga.
- Bavay, antiga capital dels nervis, s’hauria anomenat Belges i hauria estat fundada molt abans de la invasió romana per un antic troià (Bavo, de la família de Príam), qui l’hauria convertit durant diversos segles en la capital de la Gàl·lia belga, segons autors antics descrits pel monjo cordeler i cronista Jacques de Guyse.
- Tongeren reivindica el títol de ciutat més antiga de Bèlgica a causa de la seva heroica resistència a Juli Cèsar, però també tenia, segons un rerefons llegendari, un origen troià, molt abans de les conquestes romanes, segons va informar Servaci de Tongeren a Maastricht al segle xi, i Jocundus. Jacques de Guyse i Jean d'Outremeuse informen sobre versions divergents de la fundació troiana.

Segles després de les èpoques corresponents a aquests fonaments mítics, els cronistes medievals van continuar invocant aquesta ascendència, com per exemple Lucius de Tongres, o abans d'ell (al segle v), el bisbe gal·loromà Sidoni Apol·linar, qui va escriure:
| « | Quin dolor que els Arverns es vegin esclaus, aquells que, si recordem l’antiguitat, es van atrevir a dir-se els germans dels llatins i que van relacionar el seu origen amb la sang de Troia! | » |

L’origen exacte d’aquest mite i la seva data de difusió en aquestes regions encara no estan clars.
L'autor medieval Lodovico Guicciardini, segons una versió llegendària (potser creada pels monjos de Tournai per intentar obtenir la seva independència), anomena Turnus, el rei que va lluitar contra Cèsar i que va donar el seu nom a la ciutat, cosa que per a Isabelle Glorieux evoca també l'Eneida.

## La llegenda de l'origen troià dels vènets i dels venecians
La llegenda de l'origen troià dels vènets és una llegenda que va aparèixer a l'Antiguitat, donant als habitants del Vèneto un origen troià. Moltes ciutats dels vènets haurien estat fundades per troians que fugien de la destrucció de la seva ciutat. Aquesta llegenda experimenta a l'edat mitjana una evolució que permet introduir Venècia en aquesta història mítica. El troià Antènor té un paper decisiu en aquests contes llegendaris.

## La llegenda de l'origen troià dels bretons
Segons Geoffroy de Monmouth, el primer rei de Gran Bretanya va ser Brutus de Bretanya, net d'Enees i avi del rei Artús. L'odissea de Brutus, avantpassat dels bretons, va ser popularitzada a França pel Roman de Brut. Per bretons, ens referim als habitants de l’illa de Bretanya, l’actual Gran Bretanya (abans de l’arribada dels anglosaxons), però també de l'Armòrica. De fet, els bretons de l'Armòrica són els descendents de bretons de la Gran Bretanya que van fugir dels angles i dels saxons. Trasplantats al continent, van importar la seva llengua celta. A més, a l'edat mitjana, els bretons i els habitants de Cornualla i de Gal·les es podien entendre fàcilment. Se'ls veia com un sol poble, el poble original de la Gran Bretanya. Per tant, els bretons armoricans van fer-se càrrec del llegat de Brutus, tal com es demostra en els treballs de Jacques Poucet, professor emèrit de la Universitat de Lovaina i membre de la Reial Acadèmia de Bèlgica.

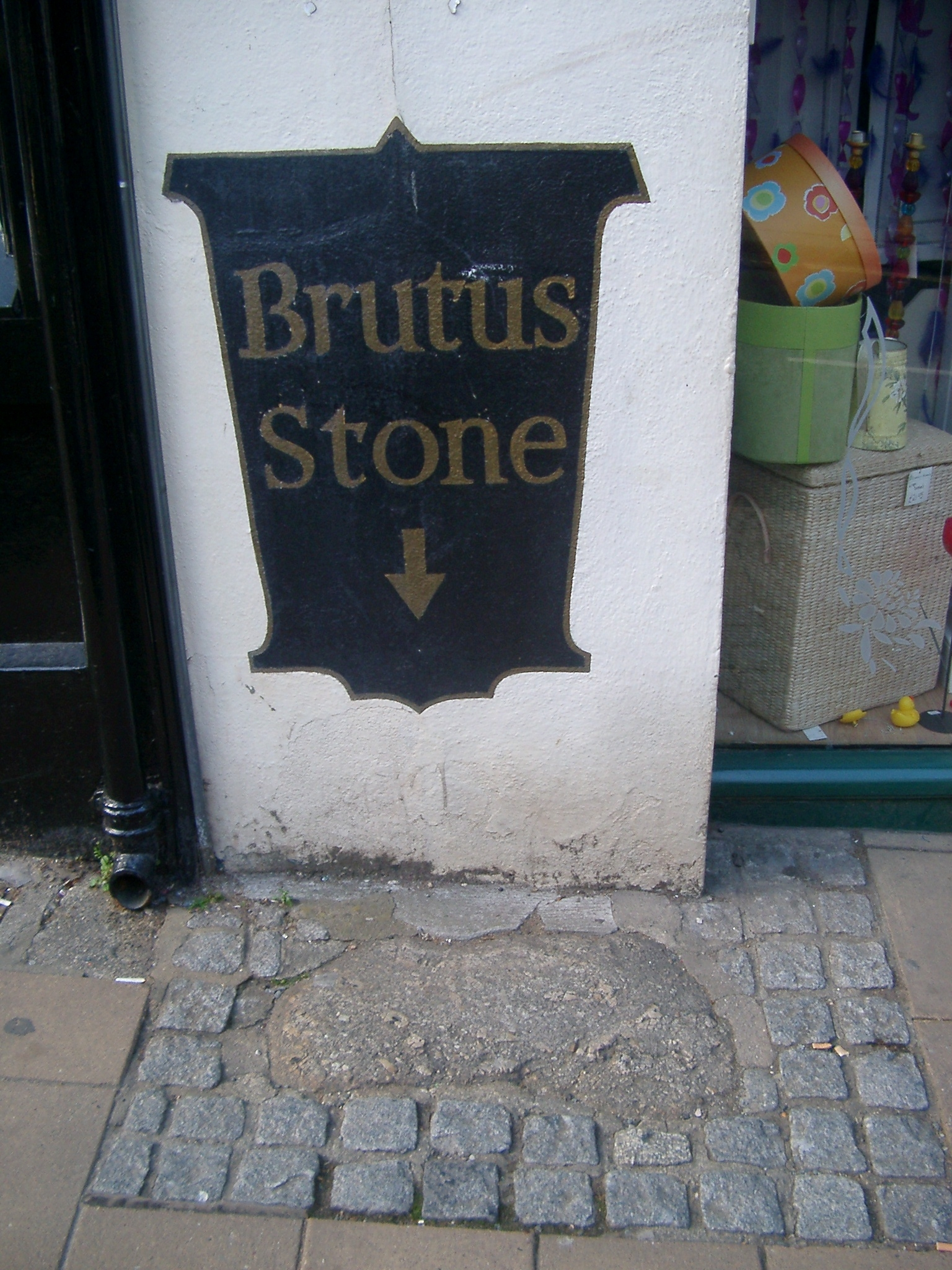
La Pedra de Brutus (a Totnes). Segons la tradició local, aquesta pedra va ser el primer que va trepitjar Brutus quan va desembarcar a la Gran Bretanya
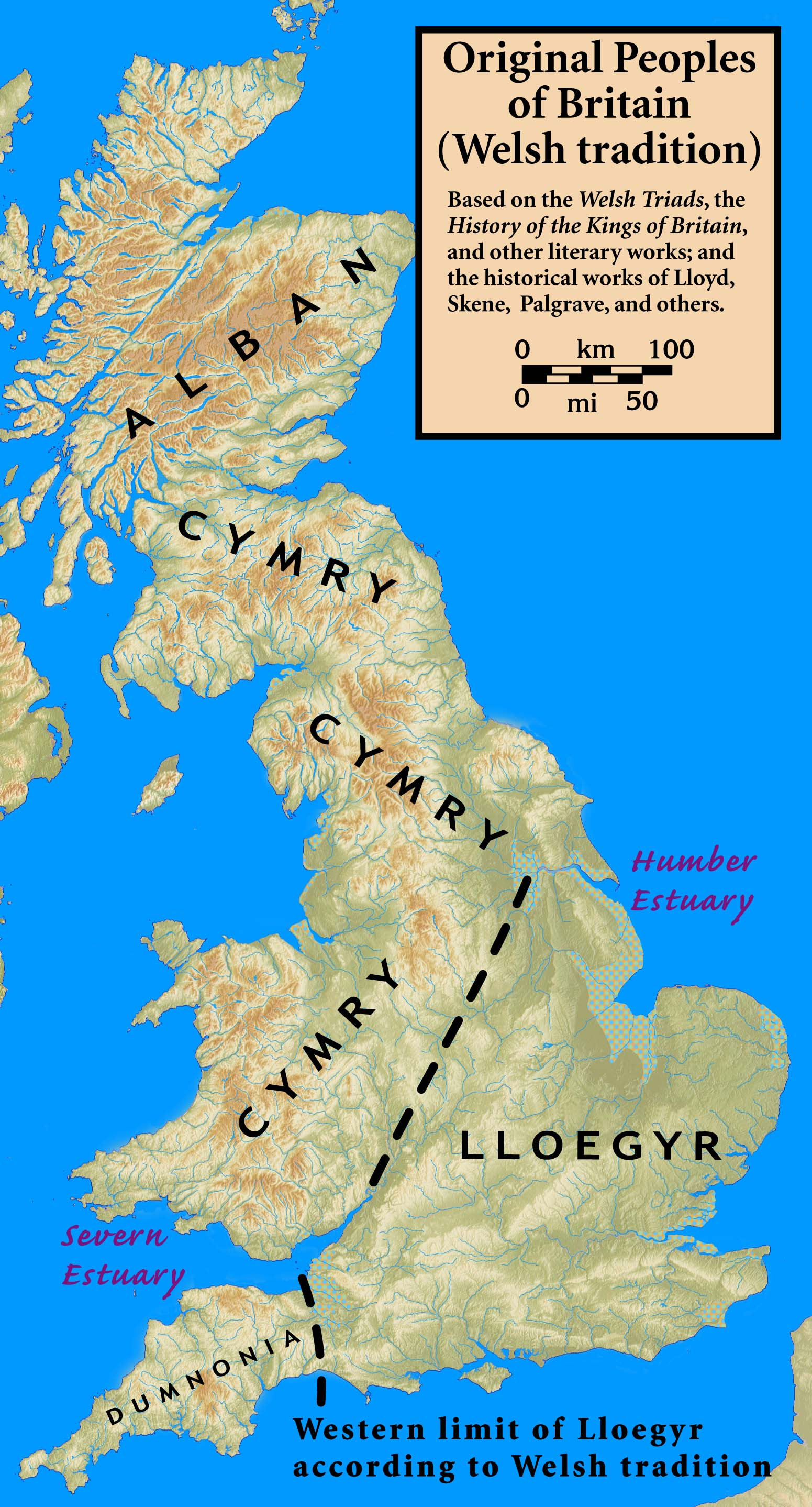
Pobles originaris de Gran Bretanya segons la Historia Regum Britanniae

A Anglaterra, el mite dels orígens troians no era tan popular com a França per tres motius. En primer lloc, va aparèixer molt més tard que a França, en aquest cas gairebé cinc segles després. En segon lloc, va ser introduït per Geoffroy de Monmouth per tal de donar legitimitat bretona als conqueridors normands deixant de banda el poble anglosaxó. Els normands que van arribar a Anglaterra per imposar el seu domini als anglosaxons són en certa manera els venjadors dels antics habitants bretons de l'illa. De fet, els orígens troians proposats per Geoffroy de Monmouth i els seus successors només concernien als bretons, és a dir als habitants celtes de la Gran Bretanya. No obstant això, els anglesos volien ser els descendents dels angles i dels saxons que van derrotar i fer retrocedir els bretons a Gal·les, Cornualla i Armòrica. Per tant, el poble anglès no podia afirmar ser descendent de Brutus de Bretanya. Tanmateix, la noblesa i la dinastia angleses eren d'origen francès i van ser francòfones durant molt de temps. Quan es va produir l'assimilació d'aquestes elits al poble anglès, que va resultar notablement en l'adopció de la llengua anglesa, es va fer difícil l'ús del tema dels orígens troians com a mite identitari comú.

## La llegenda de l'origen troià dels normands
La llegenda de l'origen troià dels normands va ser creada per cronistes medievals ansiosos de donar als prínceps que governaven Normandia un origen troià considerat prestigiós. L’objectiu dels inventors d’aquesta llegenda era donar legitimitat històrica als prínceps normands i donar-los suport en la seva pretensió de tenir un paper protagonista en el concert dels regnes d’Occident, tot integrant-los més a l'Europa llatina i cristiana. Va ser desenvolupada en particular per tres autors: Dudon de Saint-Quentin, Guillaume de Jumièges i Benoît de Sainte-Maure. Però van ser ràpidament contestats, en particular per Saxo Grammaticus, i la seva empremta en la cultura històrica medieval va ser menys duradora que la de la llegenda de l'origen troià dels francs.

## Nota
1. ↑  A través de les històries de la Taula Rodona.
2. ↑  Arvernorum proh dolor ! Servitus qui si prisca replicœrentur, audebant se quondam fratres Latio dicere et sanguine ab Iliaco populos computare. Sid. Appoll. L. VII. Epistol. 7.
3. ↑  Sicàmbria es va identificar a l'edat mitjana amb Buda. A finals del segle xv, Pierre Choque, acompanyant a Anne de Foix, promesa al rei d’Hongria, va visitar i contemplar les ruïnes de Sicàmbria, ruïnes que després demostraran ser restes de la ciutat romana d'Aquíncum.
4. ↑  Sidoni Apol·linar (conegut també amb el nom de Caius Sollius) cita d'aquesta manera en la Seconde lettre sur Jacques de Guyse: annaliste du Hainaut, à monsieur le (...) per Joseph Adolphe Aubenas.
5. ↑  Ex : P. Rolland, Les origines légendaires de Tournai ..., vegeu pàg. 574 i següents.